# Krásno nad Kysucou
Krásno nad Kysucou is een Slowaakse gemeente in de regio Žilina, en maakt deel uit van het district Čadca.
Krásno nad Kysucou telt 7038 inwoners.